# Pancho Villa (Chihuahua)
Pancho Villa, también llamada La Morita, es una población del estado mexicano de Chihuahua, ubicada al noroeste de su territorio en el municipio de Janos.

## Localización y demografía
Pancho Villa se encuentra localizada en el extremo noroeste del territorio del estado de Chihuahua, muy cercano a sus límites con el estado de Sonora y forma parte del municipio de Janos. Se encuentra enclavada dentro del territorio de la reserva de la biosfera Janos.
Sus coordenadas geográficas son 30°48′8″N 108°38′40″O / 30.80222, -108.64444 y tiene una altitud de 1439 metros sobre el nivel del mar. Se localiza a una distancia de unos 10 kilómetros al suroeste de la cabecera municipal, Janos, con la que se comunica por un camino de terracería, en dicha comunidad se enlaza con la Carretera Federal 2 y la Carretera Federal 10, que la comunican con Ciudad Juárez y Nuevo Casas Grandes, Chihuahua y con Agua Prieta, Sonora. El mismo camino de terracería continúa a través de la Sierra hasta la población de San Miguelito en Sonora.
De acuerdo con los resultados del censo de 2010 realizado por el Instituto Nacional de Estadística y Geografía, Pancho Villa tiene una población total de 812 habitantes, 428 son hombres y 384 son mujeres.

## Historia
Pancho Villa (La Morita) tiene su origen en el establecimiendo de un ejido en la década de 1970.